# Carlos Reutemann
Carlos Alberto Reutemann,  född 12 april 1942 i Santa Fe, död 7 juli 2021 i Santa Fe, var en argentinsk racerförare och politiker.

## Karriär
Reutemann tävlade i formel 1 under 1970-talet och början av 1980-talet. Han kom som bäst tvåa i formel 1-VM 1981.
Efter racingen blev Carlos Reutemann en av de ledande politikerna i Argentina. 1991 blev han guvernör i och senator för landets tredje största provins, Santa Fé. 2002 trodde många att Reutemann skulle ställa upp som Peronistpartiets kandidat i presidentvalet 2003, men det gjorde han inte. Han tackade nej med att säga: "Fyrtioen gånger nej är nej!"

## F1-karriär
| Säsong                 | Stall/Tillverkare          | Placering              | Lopp | Poäng | Etta | Tvåa | Trea | Pole | Varv |
| ---------------------- | -------------------------- | ---------------------- | ---- | ----- | ---- | ---- | ---- | ---- | ---- |
| 1972                   | Brabham-Ford               | 18                     | 10   | 3     |      |      |      | 1    |      |
| 1973                   | Brabham-Ford               | 7                      | 15   | 16    |      |      | 2    |      |      |
| 1974                   | Brabham-Ford               | 6                      | 15   | 32    | 3    |      | 1    | 1    | 1    |
| 1975                   | Brabham-Ford               | 3                      | 14   | 37    | 1    | 2    | 3    |      |      |
| 1976                   | Brabham-Alfa Romeo Ferrari | 16                     | 12 1 | 3     |      |      |      |      |      |
| 1977                   | Ferrari                    | 4                      | 17   | 42    | 1    | 2    | 3    |      |      |
| 1978                   | Ferrari                    | 3                      | 16   | 48    | 4    |      | 3    | 2    | 2    |
| 1979                   | Lotus-Ford                 | 7                      | 15   | 20    |      | 2    | 2    |      |      |
| 1980                   | Williams-Ford              | 3                      | 14   | 42    | 1    | 3    | 4    |      | 1    |
| 1981                   | Williams-Ford              | 2                      | 15   | 49    | 2    | 3    | 2    | 2    | 2    |
| 1982                   | Williams-Ford              | 15                     | 2    | 6     |      | 1    |      |      |      |
| Sammanlagt 11 säsonger | Sammanlagt 11 säsonger     | Sammanlagt 11 säsonger | 146  | 298   | 12   | 13   | 20   | 6    | 6    |

| 1. Sydafrika 1974 2. Österrike 1974 3. USA 1974 4. Tyskland 1975 5. Brasilien 1977 6. Brasilien 1978 7. USA West 1978 8. Storbritannien 1978 9. USA East 1978 10. Monaco 1980 11. Brasilien 1981 12. Belgien 1981 |

| 1. Sydafrika 1975 2. Sverige 1975 3. Spanien 1977 4. Japan 1977 5. Argentina 1979 6. Spanien 1979 7. Tyskland 1980 8. Kanada 1980 9. USA 1980 10. USA West 1981 11. Argentina 1981 12. Storbritannien 1981 13. Sydafrika 1982 |

| 1. Frankrike 1973 2. USA 1973 3. Tyskland 1974 4. Argentina 1975 5. Spanien 1975 6. Belgien 1975 7. Argentina 1977 8. Monaco 1977 9. Sverige 1977 10. Belgien 1978 11. Italien 1978 12. Kanada 1978 13. Brasilien 1979 14. Monaco 1979 15. Belgien 1980 16. Storbritannien 1980 17. Österrike 1980 18. Italien 1980 19. San Marino 1981 20. Italien 1981 |

| 1. Argentina 1972 2. USA 1974 3. USA West 1978 4. Monaco 1978 5. Belgien 1981 6. Las Vegas 1981 |

| 1. Sydafrika 1974 2. Brasilien 1978 3. Frankrike 1978 4. Monaco 1980 5. Belgien 1981 6. Italien 1981 |